# Liboussou
Liboussou ist ein Arrondissement im Departement Alibori in Benin. Es ist eine Verwaltungseinheit, die der Gerichtsbarkeit der Kommune Karimama untersteht. Gemäß der Volkszählung von 2013 hatte Liboussou 15.594 Einwohner, davon waren 7981 männlich und 7613 weiblich.
Durch Liboussou verläuft die Fernstraße RNIE7.